# پارکس کالج ایرلاین
پارکس کالج ایرلاین (به انگلیسی: Parks College Airline) یک شرکت هواپیمایی است که در ۱۹۳۵ میلادی تأسیس شده‌است. دفتر مرکزی پارکس کالج ایرلاین در فرودگاه مرکز شهر سنت لویس واقع شده‌است و قطب این شرکت هواپیمایی در Cahokia, Illinois قرار دارد و به شیکاگو، ایندیاناپولیس، ممفیس، تنسی و کانزاس‌سیتی بزرگ، پرواز انجام می‌دهد.